# Luís Ribeiro
Luís Ribeiro (Paradinha, 1976) é um jornalista escritor e artista português, trabalhando desde 1999 para a revista Visão. Tem-se destacado na produção de artigos sobre imigração, vencendo em 2004 o Prémio Nacional de Imprensa “Jornalismo pela Tolerância”, atribuído pelo Alto Comissariado para a Imigração e Minorias Étnicas, com a reportagem “De Portugal, com amor”, feito na Ucrânia durante a Revolução Laranja.

## Carreira
Luís Ribeiro é natural de Paradinha, no concelho de Moimenta da Beira.
É jornalista da revista Visão desde 1999, realizando a sua primeira reportagem de grande impacto na cobertura do acidente do voo ATP SP530M, no qual morreram 35 pessoas, como enviado da revista em São Jorge, nos Açores. Fez reportagens na Gronelândia e em Svalbard, assistindo em direto às consequências do aquecimento global no Ártico. Escreveu sobre o atentado que matou Benazir Bhutto, no Paquistão, trabalhando também no deserto do Saara e nas bases militares da NATO em Sarajevo e no Kosovo. Em 2007, cobriu as trágicas enxurradas em Moçambique, e em 2010 a aluvião na Madeira.
Desde 2021, coordena o Visão Verde, caderno mensal sobre ambiente da revista Visão, disponível também em versão digital.
Tem se destacado na produção de artigos sobre imigração, vencendo em 2004 a 3.ª edição do Prémio Imigração e Minorias Étnicas “Jornalismo pela Tolerância”, na categoria de Imprensa, atribuído pelo Alto Comissariado para a Imigração e Minorias Étnicas, com a reportagem “De Portugal, com amor”, feita na Ucrânia durante a Revolução Laranja, e publicada a 23 de dezembro daquele ano.
É comentador da SIC Notícias.

## Obra publicada
Em novembro de 2012, publicou o livro “Histórias do Tejo”, e em fevereiro de 2017, “Era uma Vez Lisboa”, ambos sobre Lisboa, da editora Esfera dos Livros.